# Amnézia (film)
Amnézia (eredeti címén: Before I Go to Sleep) 2014-ben bemutatott brit-amerikai-francia-svéd thriller, melyet Rowan Joffe írt és rendezett. A film S. J. Watson 2011-es Mielőtt elalszom című regényének adaptációja.
A főszerepben Nicole Kidman, Mark Strong, Colin Firth és Anne-Marie Duff látható.
Az Amerikai Egyesült Államokban 2014. szeptember 5-én mutatták be, Magyarországon egy hónappal később, október 30-án magyar szinkronnal az InterCom Zrt. forgalmazásában.

## Cselekmény
A film azzal kezdődik, hogy egy ismeretlen házban Christine Lucas (Nicole Kidman) negyvenévesen felébred az ágyában egy férfi mellett, akit nem ismer. A férfi elmondja neki, hogy ő a férje, Ben (Colin Firth), és hogy tíz évvel korábban autóbalesetet szenvedett, melyben agykárosodása lett. Christine, ahogy minden reggel felébred, nem emlékszik semmire sem, valamint az hiszi, hogy még mindig a húszas éveiben jár.
Dr. Nasch (Mark Strong) neuropszichológus egy videókamerát ad a nőnek, hogy azzal rögzítse gondolatait, valamint az orvos minden reggel felhívja őt, hogy emlékeztesse a felvételek visszanézésére. Dr. Nasch arra is utasítja Christine-t, hogy a videókamerát rejtve tartsa Ben elől.

## Szereplők
| Színész         | Szerep                    | Magyar hang   |
| --------------- | ------------------------- | ------------- |
| Nicole Kidman   | Christine Lucas           | Pápai Erika   |
| Colin Firth     | Ben Lucas/ Mike           | Kőszegi Ákos  |
| Mark Strong     | Dr. Nasch                 | Forgács Péter |
| Anne-Marie Duff | Claire                    | Román Judit   |
| Adam Levy       | Férj / Az igazi Ben Lucas | Papp Dániel   |

## Fordítás
- Ez a szócikk részben vagy egészben  a   Before I Go to Sleep (film) című angol Wikipédia-szócikk fordításán alapul.  Az eredeti cikk szerkesztőit annak laptörténete sorolja fel. Ez a jelzés csupán a megfogalmazás eredetét és a szerzői jogokat jelzi, nem szolgál a cikkben szereplő információk forrásmegjelöléseként.